# 杨孔雍
杨孔雍（英語：Yong Kuong Yong，1988年9月18日—），马来西亚森美兰波德申出生，是一名马来西亚足球运动员，司职后卫，现时效力马来西亚超级足球联赛球队槟城。

## 外部連接
飛萊激勵（完結篇）-楊孔雍：幕後團隊更關鍵